# Turrisipho moebii
Turrisipho moebii is een slakkensoort uit de familie van de Buccinidae. De wetenschappelijke naam van de soort is voor het eerst geldig gepubliceerd in 1874 door Dunker & Metzger.